# Sportleven
Sportleven/La Vie Sportive is het officiële bondsblad van de Koninklijke Belgische Voetbalbond.
Het verscheen voor het eerst op 15 november 1899 als opvolger van L'Etudiant Sportif. De slagzin van het blad was "aan sport doen en van sport doen houden".
In 1901 werd beslist dat La Vie Sportive het officiële orgaan van de Belgische voetbalbond zou worden. Een van de eerste medewerkers, Pierre Walckiers, gebruikte in een verslag in 1906 voor het eerst de term "Rode Duivels". Het elftal speelde toen tegen het Nederlands elftal.
Vanaf 1920 verscheen La Vie Sportive tweetalig.
Vanaf 1 juli 2004 is Het Sportleven alleen nog via internet te lezen en sinds juni 2022 heeft het blad niet meer zijn eigen website, maar is het onderdeel geworden van de website van de KBVB. De berichten blijven wel elke woensdag gepubliceerd worden.